# بارفاتي

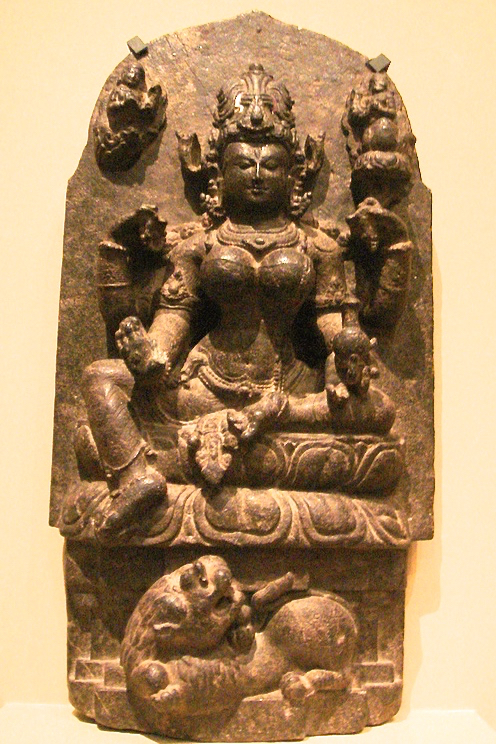
تمثال بارفاتي

بارْوَتِيِ (पार्वती) في الهندوسية هي إلهة وزوجة شيڤا أحد أهم الآلهة في الهندوسية، وأم غانيش وسكاندا. معنى بارڤاتي في السنسكريتية بنت الجبل وتدعى في التعاليم الهندوسية بنت جبال هيمالايا حيث يعتقد أنها تعيش فيها.

## تصويرها
عند تصويرها وحدها تظهر مع أربعة أذرع تحمل مسبحة ومرآة وجرسا وليمونة، أما عندما تصور مع زوجها شيفا فلها ذراعان فقط.
تستخدم بارْوَتِيِ للتنقل حيوانان أما الأسد أو النمر